# 高千穗峽

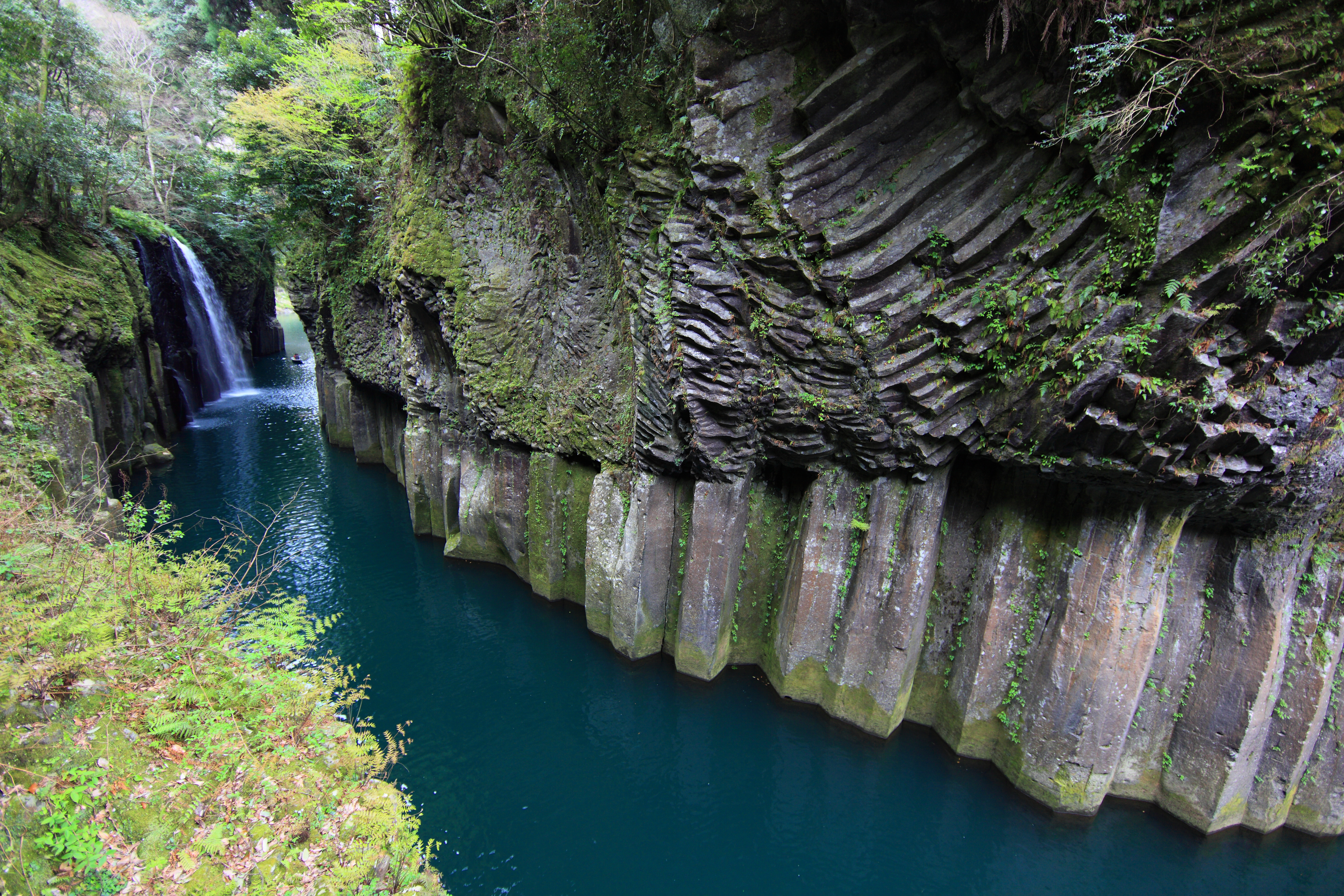
高千穂峡

高千穂峽（日语：／）是位於日本宮崎縣西臼杵郡高千穗町三田井地區的一個峽谷，五瀨川在峽谷中流過，又稱為五瀨川峽谷，現被列為日本的名勝、天然紀念物。
峽谷為阿蘇山的火山活動所形成，約10萬年前的火山噴發產生的火山碎屑流沿著當時的五瀨川流下，冷卻後產生了具有柱狀節理的火成岩；後再經五瀨川河水的侵蝕，形成了今天高達80米至100米，綿延7公里的斷崖。
1934年，被日本政府列入「名勝」、「天然記念物」，1965年3月25日被納入祖母傾国定公園。
在峽谷內最著名的景觀則是被列入日本瀑布百選的真名井瀑布。
兩岸沿途是略帶紅色的安山岩絕壁，從春天到初夏山櫻花、杜鵑花、秋天紅楓盡染，一年四季可以觀賞不同景色，那兒空氣新鮮，四處都是樹，是不錯的觀賞景點。

## 真名井瀑布
真名井瀑布（日语：／ Manai no Taki）是位於高千穂峽狹窄處的一條瀑布，它也是日本瀑布百選之一。
瀑布的水源是由位於狹谷上方公園中的「おのころ池」，經由閘門控制後流入峽谷中。
週邊有被稱為「七ツヶ池」的壺穴、槍飛橋和高千穂峡淡水魚水族館等風景。夏天可以此享受流水素面。

## 照片集

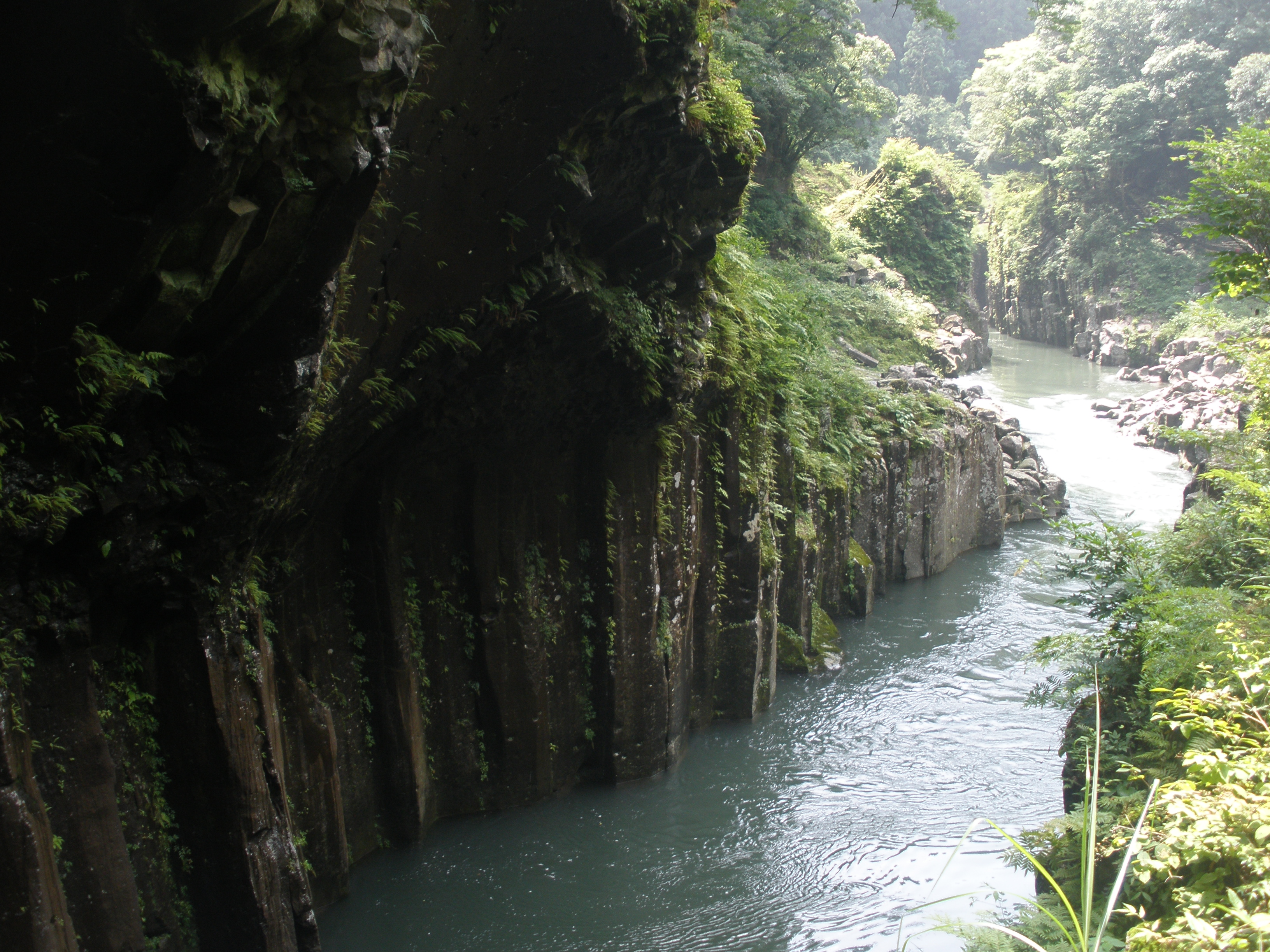
高千穗峽
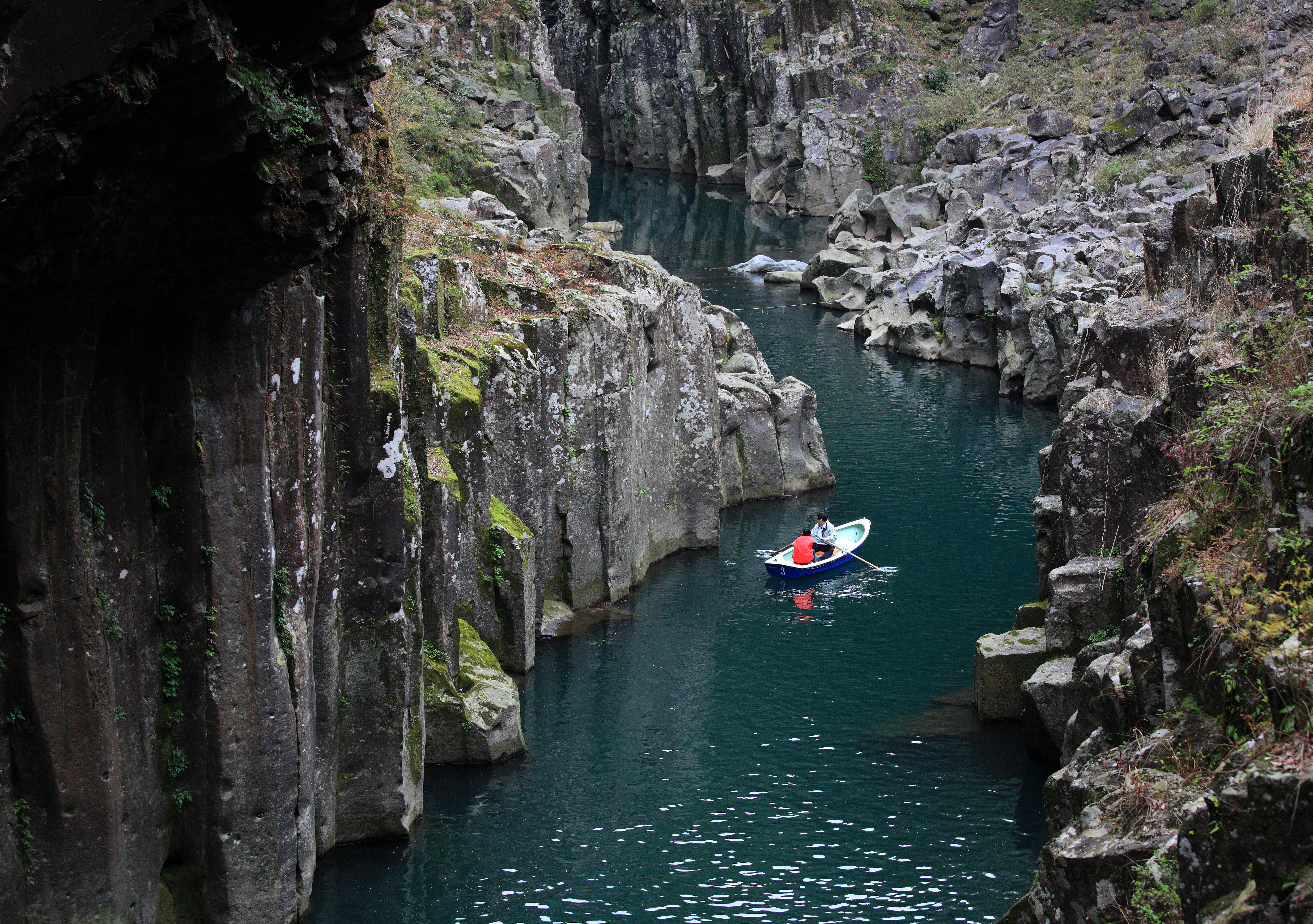
高千穗峽
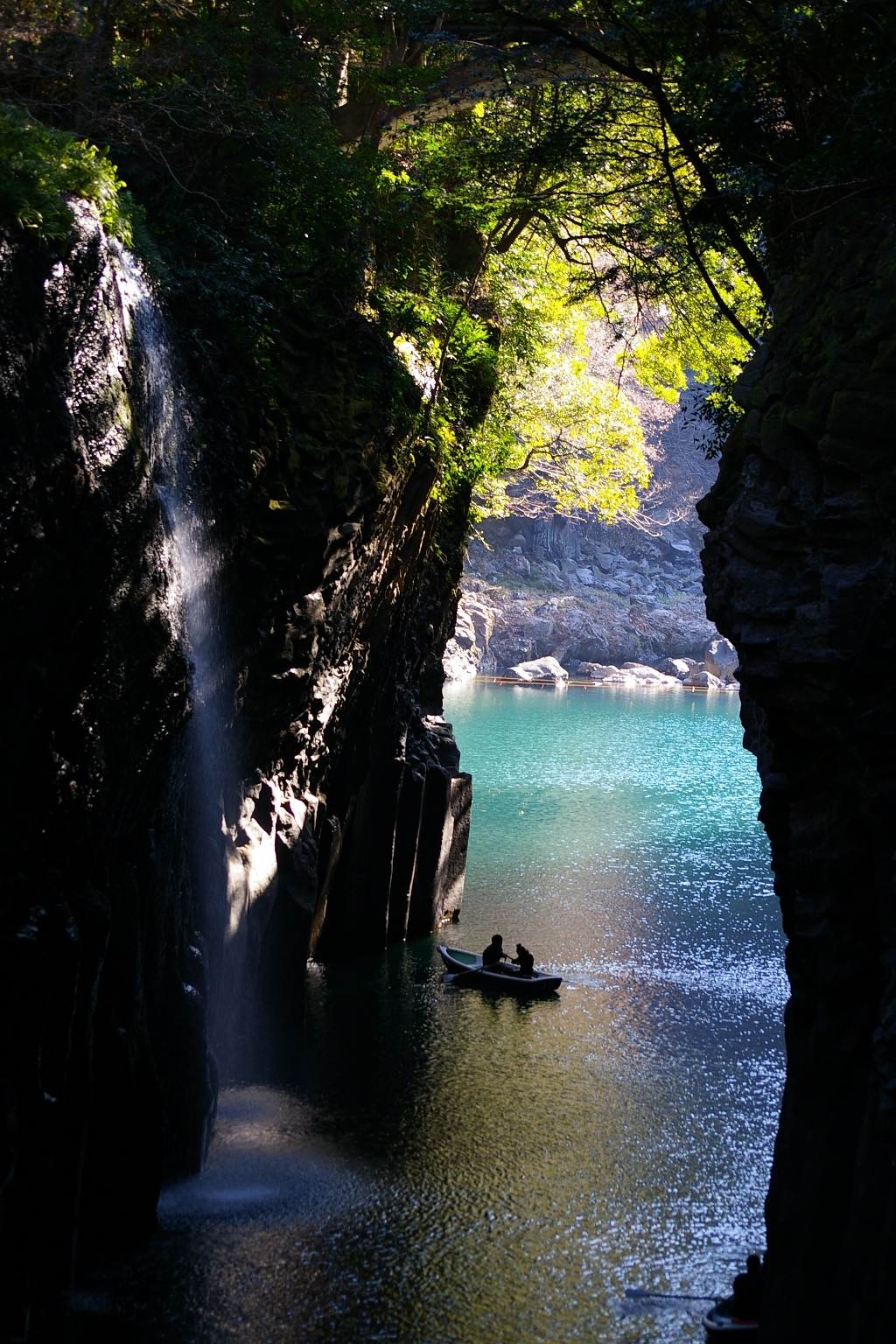
高千穂峡及真名井瀑布
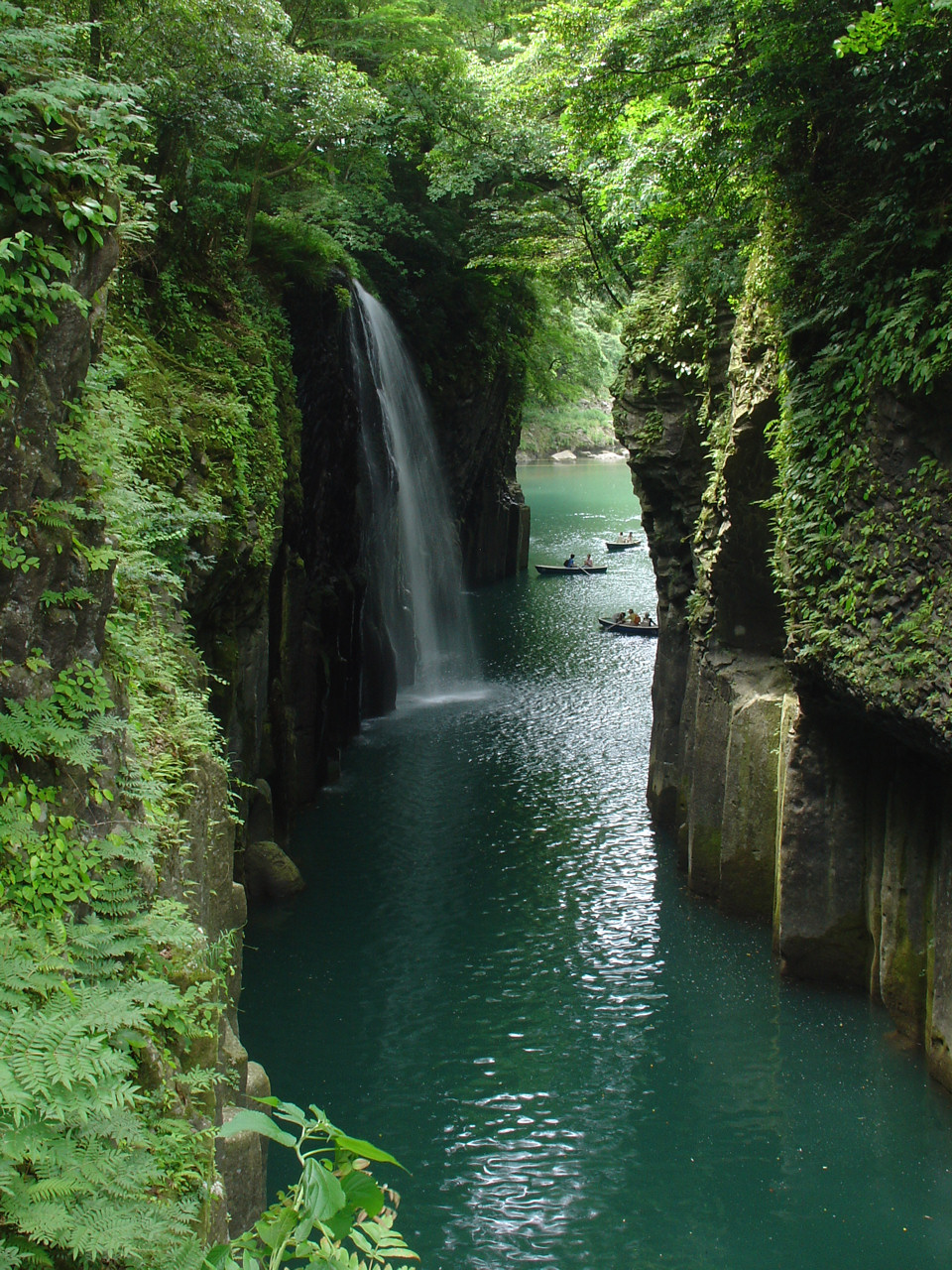
高千穂峡及真名井瀑布

## 外部連結
- （日語） 高千穂町觀光協會
- 高千穗峽| Travel Japan（日本觀光局） （页面存档备份，存于）
- 高千穂峡(高千穂町) 【公式】宮崎市観光サイト （页面存档备份，存于）